# Греко-римская борьба на летних Олимпийских играх 1948 — до 79 кг
Соревнования по греко-римской борьбе в рамках Олимпийских игр 1948 года в среднем весе (до 79 килограммов) прошли в Лондоне с 3 по 6 августа 1948 года в «Empress Hall».
Турнир проводился по системе с начислением штрафных баллов. За чистую победу штрафные баллы не начислялись, за победу по очкам борец получал один штрафной балл, за поражение по очкам со счётом 2-1 два штрафных балла, за поражение со счётом 3-0 или чистое поражение — три штрафных балла. Борец, набравший пять штрафных баллов, из турнира выбывал. Борцы, вышедшие в финал, проводили встречи между собой. В случае, если они уже встречались в предварительных встречах, такие результаты зачитывались. Схватка по регламенту турнира продолжалась 20 минут. Если в течение первых десяти минут не было зафиксировано туше, то судьи могли определить борца, имеющего преимущество. Если преимущество никому не отдавалось, то назначалось шесть минут борьбы в партере, при этом каждый из борцов находился внизу по три минуты (очерёдность определялась жребием). Если кому-то из борцов было отдано преимущество, то он имел право выбора следующих шести минут борьбы: либо в партере сверху, либо в стойке. Если по истечении шести минут не фиксировалась чистая победа, то оставшиеся четыре минуты борцы боролись в стойке.
В среднем весе боролись 13 участников. Чемпионом Европы 1947 года был советский спортсмен  Николай Белов, но команда СССР не принимала участия в Олимпийских играх. До финала добрались призёры чемпионата Европы 1947 года Аксель Грёнберг (бронзовый) и  Мухлис Тайфур (серебряный). В финале победил Грёнберг. Бронзовая медаль, исходя из меньшего количества штрафных баллов на момент выбытия, досталась ветерану турниров, бронзовому призёру Олимпийских игр 1932 года Эрколе Галлегати.

## Призовые места
- Аксель Грёнберг
- Мухлис Тайфур
- Эрколе Галлегати

## Первый круг
| Штрафных баллов | Участник 1       | Результат    | Участник 2      | Штрафных баллов |
| --------------- | ---------------- | ------------ | --------------- | --------------- |
| 0               | Аксель Грёнберг  | Туше (17:36) | Аббас Ахмад     | 3               |
| 1               | Юхо Киннунен     | 2-1          | Дюла Немети     | 2               |
| 1               | Мухлис Тайфур    | 3-0          | Клаас де Гроот  | 3               |
| 0               | Эрколе Галлегати | Туше (3:18)  | Альберто Больци | 3               |
| 0               | Антон Фогель     | Туше (11:55) | Стэн Биссель    | 3               |
| 0               | Жан-Батист Бенуа | Туше (2:42)  | Эрнст Кольб     | 3               |
| 0               | Кааре Ларсон     | Пропускал    |                 |                 |

## Второй круг
| Штрафных баллов | Участник 1       | Результат    | Участник 2      | Штрафных баллов |
| --------------- | ---------------- | ------------ | --------------- | --------------- |
| 1               | Аксель Грёнберг  | 3-0          | Кааре Ларсон    | 3               |
| 1               | Юхо Киннунен     | Туше (10:59) | Аббас Ахмад     | 6               |
| 2               | Дюла Немети      | Туше (1:43)  | Клаас де Гроот  | 6               |
| 1               | Мухлис Тайфур    | Туше (2:44)  | Альберто Больци | 6               |
| 1               | Эрколе Галлегати | 3-0          | Антон Фогель    | 3               |
| 0               | Жан-Батист Бенуа | Туше (9:00)  | Стэн Биссель    | 6               |
| 3               | Эрнст Кольб      | Пропускал    |                 |                 |

## Третий круг
| Штрафных баллов | Участник 1       | Результат    | Участник 2       | Штрафных баллов |
| --------------- | ---------------- | ------------ | ---------------- | --------------- |
| 3               | Кааре Ларсон     | Туше (3:29)  | Эрнст Кольб      | 6               |
| 1               | Аксель Грёнберг  | Туше (4:29)  | Юхо Киннунен     | 4               |
| 2               | Дюла Немети      | Туше (19:51) | Эрколе Галлегати | 4               |
| 1               | Мухлис Тайфур    | Туше (0:52)  | Антон Фогель     | 6               |
| 0               | Жан-Батист Бенуа | Пропускал    |                  |                 |

## Четвёртый круг
| Штрафных баллов | Участник 1       | Результат | Участник 2       | Штрафных баллов |
| --------------- | ---------------- | --------- | ---------------- | --------------- |
| 4               | Кааре Ларсон     | 3-0       | Жан-Батист Бенуа | 3               |
| 2               | Аксель Грёнберг  | 3-0       | Дюла Немети      | 5               |
| 5               | Юхо Киннунен     | 3-0       | Мухлис Тайфур    | 4               |
| 4               | Эрколе Галлегати | Пропускал |                  |                 |

## Пятый круг
| Штрафных баллов | Участник 1       | Результат   | Участник 2       | Штрафных баллов |
| --------------- | ---------------- | ----------- | ---------------- | --------------- |
| 2               | Аксель Грёнберг  | Туше (7:08) | Жан-Батист Бенуа | 6               |
| 5               | Эрколе Галлегати | 3-0         | Кааре Ларсон     | 7               |
| 4               | Мухлис Тайфур    | Пропускал   |                  |                 |

## Финал
| Штрафных баллов | Участник 1      | Результат | Участник 2    | Штрафных баллов |
| --------------- | --------------- | --------- | ------------- | --------------- |
|                 | Аксель Грёнберг | 3-0       | Мухлис Тайфур |                 |